# Kizhuparamba
Kizhuparamba es una ciudad censal situada en el distrito de Malappuram en el estado de Kerala (India). Su población es de 22072 habitantes (2011). Se encuentra a 27 km de Malappuram y a 27 km de Kozhikode

## Demografía
Según el censo de 2011 la población de Kizhuparamba era de 22072 habitantes, de los cuales 10810 eran hombres y 11252 eran mujeres. Kizhuparamba tiene una tasa media de alfabetización del 96,44%, superior a la media estatal del 94%. la alfabetización masculina es del 97,96%, y la alfabetización femenina del 95%.